# Reservdel

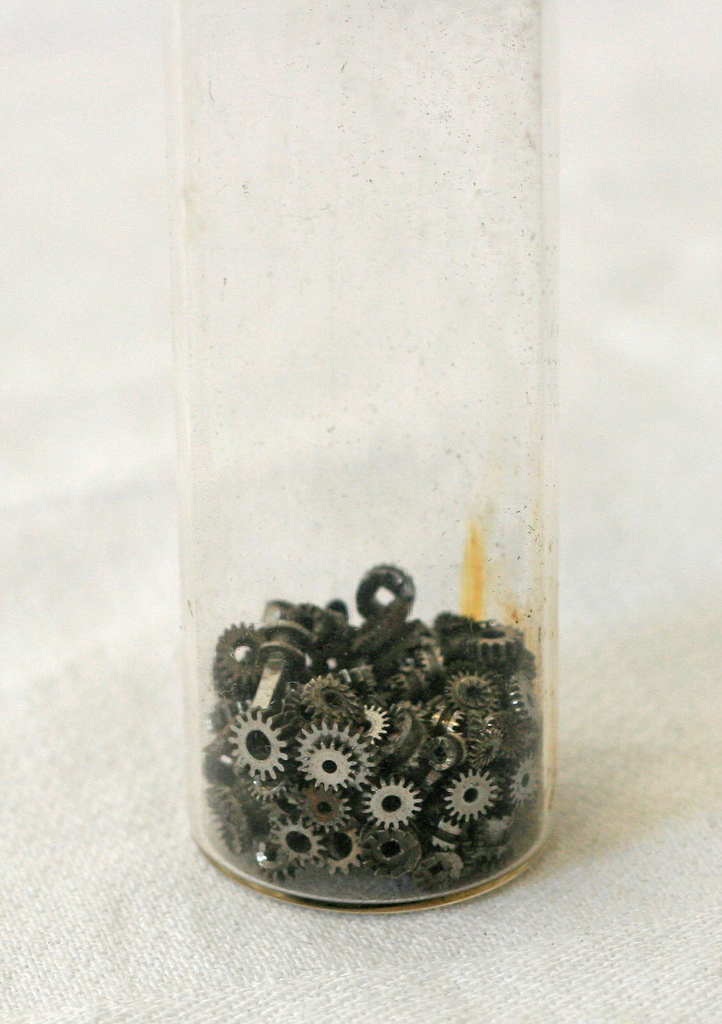
Reservdelar till armbandsur.

En reservdel är en produkt som används i syfte att laga en annan produkt. Dessa blev vanligare efter industrialiseringen efter att massproduktionen av varor gjorde att man började tillverka utbytbara delar.